# Bergfriedhof (Eilenburg)
Der Bergfriedhof ist ein Friedhof in Eilenburg im westlichen Stadtteil Berg. Er ist einer von sechs Friedhöfen in der Stadt. Der Bergfriedhof ist als Sachgesamtheit mit dem benachbarten Ehrenfriedhof ein eingetragenes Kulturdenkmal in der Denkmalliste des Landesamtes für Denkmalpflege Sachsen.

## Lage
Der Bergfriedhof liegt im gleichnamigen Stadtteil im Westen der Stadt Eilenburg. Er wird begrenzt von der Rödgener Straße im Westen, der Bergstraße im Süden, dem Ehrenfriedhof im Osten und den Grundstücksgrenzen südlich der Adolf-Damaschke-Straße im Norden. Er misst in der Nord-Süd-Ausdehnung bis zu 110 Meter und in der West-Ost-Ausdehnung maximal 85 Meter und erstreckt sich über rund 0,85 Hektar. Zu Beginn des 20. Jahrhunderts lag er am äußersten Rand der noch vorstädtisch geprägten Siedlungsbereiche. Später entstanden im Umfeld eine geschlossene Wohnbebauung in der Rödgener Straße, in der Adolf-Damaschke-Straße und Am Ehrenfriedhof. Richtung Westen im Verlauf der Kospaer Landstraße entstanden zu DDR-Zeiten Gewerbe- und Gartengrundstücke.

## Geschichte
Wann der Bergfriedhof angelegt wurde, lässt sich im Moment nicht eindeutig bestimmen. In einer 1991 erschienenen Chronik wird der „Berggottesacker“ im Zusammenhang mit einem Hexenprozess genannt. Die aus Priester stammende Elisabeth Bräutigam wurde dort 1668 mit dem Schwert hingerichtet.  Eine weitere Nennung erfolgte im Jahr 1681, als am Bergfriedhof ein weiteres Siechenhaus (neben dem am Stadtfriedhof) erwähnt wurde. 1869 wurde eine Vergrößerung des Friedhofes vorgenommen.
Die Landesdenkmalliste datiert den Bergfriedhof auf 1902, eine Zeit, in der der vorstädtisch und ländlich geprägte Bergstadtteil einen städtischen Ausbau erlebte. Worauf diese Jahreszahl sich bezieht, ist allerdings unklar. Die Zuordnung der o. g. Ereignisse ist möglicherweise nicht eindeutig, da der Friedhof an der Bergkirche ebenfalls als Bergfriedhof bezeichnet wurde. Gleiches trifft für den Ende der 1950er-Jahre entstandenen Friedhof Mansberg zu. 1915 wurde östlich des Bergfriedhofs der Ehrenfriedhof eröffnet, auf dem Gefallene des Ersten und später auch des Zweiten Weltkriegs beigesetzt wurden.
Zum Ende des Zweiten Weltkriegs befanden sich auf dem Bergfriedhof zwei PAK-Stellungen; eine an der Ecke Berg-/Rödgener Straße und eine im nördlichen Bereich des Friedhofs. Die hart umkämpften Stellungen forderten auf den Seiten der Verteidiger mehrere Todesopfer. Am Ende des Krieges sind auf dem Friedhof auf einer Fläche von 15 mal 25 Metern zwei Massengräber für zivile Opfer der Kämpfe um Eilenburg und Tote der umliegenden Lazarette angelegt worden. Deren Verbleib war zunächst in Vergessenheit geraten. Mittlerweile sind über 30 der Toten namentlich bekannt.
2006 fasste der Eilenburger Stadtrat den Beschluss, den Friedhof zu schließen. Seit 2007 war der Bergfriedhof nicht mehr als regulärer Begräbnisort vorgesehen. Eine Ausnahmeregelung bestand zunächst nur für Zubestattungen bis 2016. Die vorläufig letzte Beisetzung fand 2015 statt. Demzufolge wäre die gesetzlich festgelegte Ruhefrist 2035 ausgelaufen. Aufgrund von Wünschen aus der Bevölkerung und im Zusammenhang mit den wiederentdeckten Massengräbern werden seit 2021 wieder Beisetzungen zugelassen.  Es ist geplant, den Friedhof mit der Kriegsgräberstätte parkähnlich umzugestalten.

## Anlage

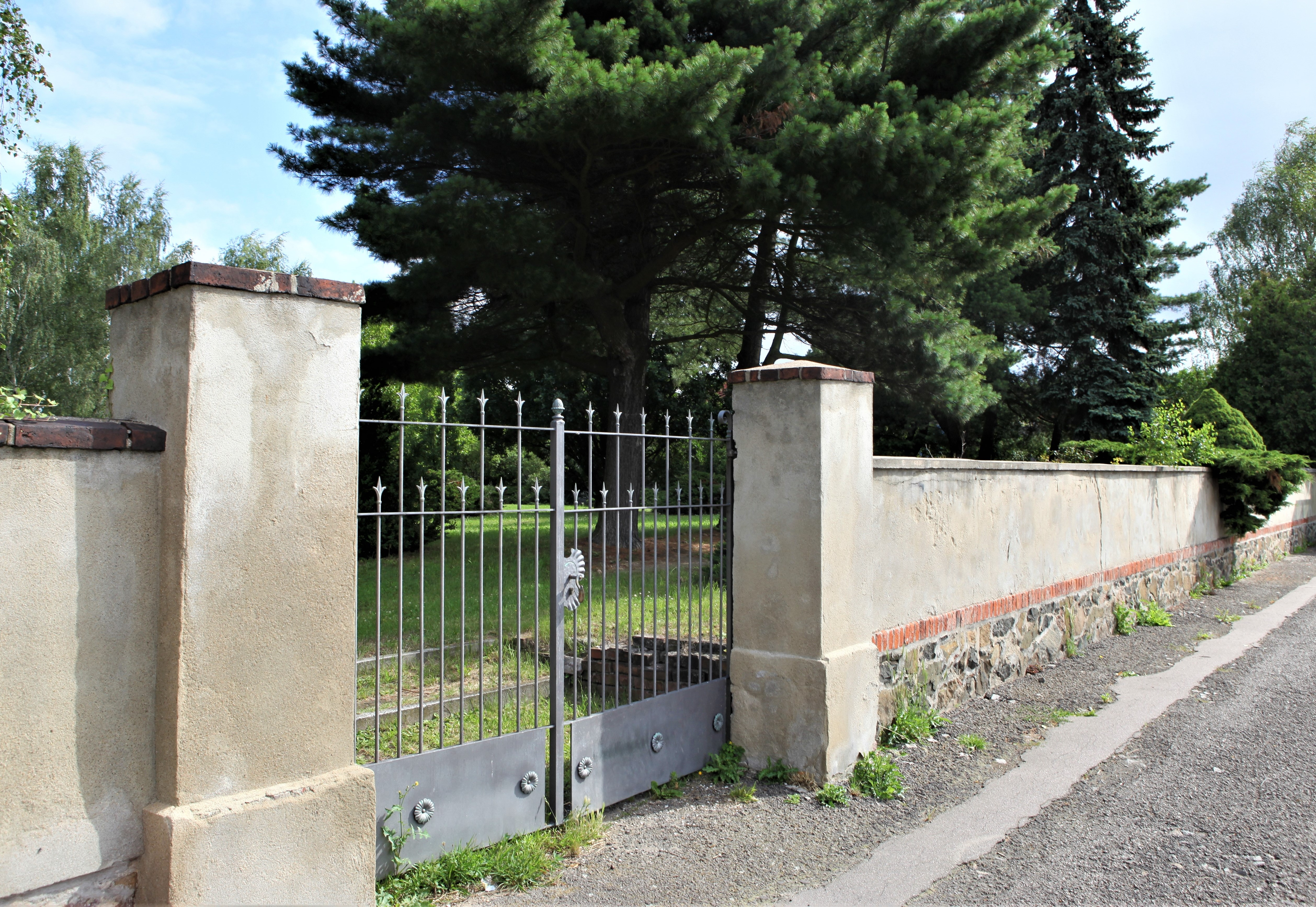
Der Zugang von der Bergstraße mit einem Teil der Einfriedung. Der Natursteinsockel markiert in etwa das Höhenniveau des Friedhofs. (2021)

Der Bergfriedhof ist von einer umlaufenden verputzten Mauer umgeben. Deren Sockel ist teilweise, so im Eckbereich Berg- und Rödgener Straße, aus Naturstein ausgeführt. Der Zugang erfolgt von Süden durch ein Tor an der Bergstraße sowie von Osten über den benachbarten Ehrenfriedhof. Der südliche Zugang ist dauerhaft geschlossen. Das Geländeniveau des Friedhofs liegt über dem der umgebenden Straßen.
Auf dem Friedhof sind derzeit noch 24 Grabstätten belegt. Darüber hinaus gibt es noch mehrere historische Grabstätten, insbesondere entlang der Friedhofsmauer. Das Kulturdenkmal Bergfriedhof umfasst neben der Einfriedung auch die Friedhofsanlage als Gartendenkmal. Die Kapelle (1934) befindet sich auf dem benachbarten Ehrenfriedhof.